# Adelaide International II 2022 - Qualificazioni singolare femminile
Le qualificazioni del singolare dell'Adelaide International II 2022 sono un torneo di tennis preliminare per accedere alla fase finale della manifestazione. Le vincitrici dell'ultimo turno sono entrate di diritto nel tabellone principale. In caso di ritiro di una o più giocatrici aventi diritto sono subentrati i Lucky loser, ossia le giocatrici che hanno perso nell'ultimo turno ma che avevano una classifica più alta rispetto alle altre partecipanti che avevano comunque perso nel turno finale.

## Teste di Serie
1. Alison Van Uytvanck (ultimo turno)
2. Ana Konjuh (spostata nel tabellone principale)
3. Anastasija Potapova (qualificata)
4. Heather Watson (qualificata)
5. Rebecca Peterson (qualificata)
6. Lauren Davis (qualificata)

1. Marie Bouzková (ritirata)
2. Danka Kovinić (ultimo turno, Lucky loser)
3. Kristína Kučová (ultimo turno)
4. Dajana Jastrems'ka (qualificata)
5. Kaja Juvan (primo turno, ritirata)
6. Wang Qiang (primo turno)

## Qualificate
1. Dajana Jastrems'ka
2. Storm Sanders
3. Anastasija Potapova

1. Heather Watson
2. Rebecca Peterson
3. Lauren Davis

1. Danka Kovinić

## Tabellone

### Legenda
| - Q = Qualificato - WC = Wild card - LL = Lucky loser | - ALT = Alternate - SE = Special Exempt - PR = Protected Ranking | - w/o = Walkover - r = Ritirato - d = Squalificato |

### Sezione 1
|  | Primo turno | Primo turno         | Primo turno         | Primo turno | Primo turno |  |  | Secondo turno | Secondo turno       | Secondo turno | Secondo turno | Secondo turno |  |
|  |             |                     |                     |             |             |  |  |               |                     |               |               |               |  |
|  | 1           | Alison Van Uytvanck | Alison Van Uytvanck | 6           | 6           |  |  |               |                     |               |               |               |  |
|  | WC          | Olivia Tjandramulia | Olivia Tjandramulia | 1           | 0           |  |  | 1             | Alison Van Uytvanck | 6             | 4             | 4             |  |
|  |             | Joanne Züger        | Joanne Züger        | 5           | 4           |  |  | 10            | Dajana Jastrems'ka  | 3             | 6             | 6             |  |
|  | 10          | Dajana Jastrems'ka  | Dajana Jastrems'ka  | 7           | 6           |  |  |               |                     |               |               |               |  |

### Sezione 2
|  | Primo turno | Primo turno      | Primo turno      | Primo turno | Primo turno |  |  | Secondo turno | Secondo turno    | Secondo turno    | Secondo turno | Secondo turno |  |
|  |             |                  |                  |             |             |  |  |               |                  |                  |               |               |  |
|  | Alt         | Katarzyna Piter  | Katarzyna Piter  | 2           | 0           |  |  |               |                  |                  |               |               |  |
|  | PR          | Kirsten Flipkens | Kirsten Flipkens | 6           | 6           |  |  | PR            | Kirsten Flipkens | Kirsten Flipkens | 3             | 4             |  |
|  | WC          | Storm Sanders    | 3                | 6           | 6           |  |  | WC            | Storm Sanders    | Storm Sanders    | 6             | 6             |  |
|  | 12          | Wang Qiang       | 6                | 4           | 3           |  |  |               |                  |                  |               |               |  |

### Sezione 3
|  | Primo turno | Primo turno         | Primo turno         | Primo turno | Primo turno |  |  | Secondo turno | Secondo turno       | Secondo turno       | Secondo turno | Secondo turno |  |
|  |             |                     |                     |             |             |  |  |               |                     |                     |               |               |  |
|  | 3           | Anastasija Potapova | Anastasija Potapova | 6           | 6           |  |  |               |                     |                     |               |               |  |
|  |             | Harmony Tan         | Harmony Tan         | 2           | 1           |  |  | 3             | Anastasija Potapova | Anastasija Potapova | 6             | 6             |  |
|  | WC          | Tina Nadine Smith   | Tina Nadine Smith   | 2           | 4           |  |  | 9             | Kristína Kučová     | Kristína Kučová     | 1             | 3             |  |
|  | 9           | Kristína Kučová     | Kristína Kučová     | 6           | 6           |  |  |               |                     |                     |               |               |  |

### Sezione 4
|  | Primo turno | Primo turno        | Primo turno     | Primo turno | Primo turno |  |  | Secondo turno | Secondo turno  | Secondo turno  | Secondo turno | Secondo turno |  |
|  |             |                    |                 |             |             |  |  |               |                |                |               |               |  |
|  | 4           | Heather Watson     | 6               | 4           | 6           |  |  |               |                |                |               |               |  |
|  |             | Peangtarn Plipuech | 4               | 6           | 3           |  |  | 4             | Heather Watson | Heather Watson | 6             | 6             |  |
|  |             | Aldila Sutjiadi    | Aldila Sutjiadi | 1           | 4           |  |  | 8             | Danka Kovinić  | Danka Kovinić  | 1             | 4             |  |
|  | 8           | Danka Kovinić      | Danka Kovinić   | 6           | 6           |  |  |               |                |                |               |               |  |

### Sezione 5
|  | Primo turno | Primo turno      | Primo turno      | Primo turno | Primo turno |  |  | Secondo turno | Secondo turno    | Secondo turno    | Secondo turno | Secondo turno |  |
|  |             |                  |                  |             |             |  |  |               |                  |                  |               |               |  |
|  | 5           | Rebecca Peterson | Rebecca Peterson | 6           | 7           |  |  |               |                  |                  |               |               |  |
|  |             | Ulrikke Eikeri   | Ulrikke Eikeri   | 3           | 5           |  |  | 5             | Rebecca Peterson | Rebecca Peterson | 6             | 6             |  |
|  |             | Wang Xiyu        | Wang Xiyu        | 6           | 6           |  |  |               | Wang Xiyu        | Wang Xiyu        | 1             | 4             |  |
|  | Alt         | Makoto Ninomiya  | Makoto Ninomiya  | 1           | 2           |  |  |               |                  |                  |               |               |  |

### Sezione 6
|  | Primo turno | Primo turno    | Primo turno    | Primo turno | Primo turno |  |  | Secondo turno | Secondo turno | Secondo turno | Secondo turno | Secondo turno |  |
|  |             |                |                |             |             |  |  |               |               |               |               |               |  |
|  | 6           | Lauren Davis   | Lauren Davis   | 6           | 6           |  |  |               |               |               |               |               |  |
|  | WC          | Annerly Poulos | Annerly Poulos | 3           | 3           |  |  | 6             | Lauren Davis  | 6             | 1             | 6             |  |
|  |             | Eri Hozumi     | 2              | 6           | 0           |  |  |               | Eri Hozumi    | 3             | 6             | 1             |  |
|  | 11          | Kaja Juvan     | 6              | 2           | 0r          |  |  |               |               |               |               |               |  |